# Костенски, Слави
Слави Костенский (болг. Слави Костенски; 22 марта 1981, Сургут, СССР) — болгарский футболист, также имеющий российское гражданство. Защитник, полузащитник.

## Карьера
Воспитанник молодёжной команды бургасского «Черноморца», выступал за этот клуб в чемпионате Болгарии, после чего провёл один сезон в софийской «Славии». В 2006 году стал игроком казахстанского клуба «Иртыш» из Павлодара. В июне 2007 года вновь вернулся в свой родной клуб. В середине 2008 года подписал годичный контракт с клубом болгарской высшей лиги «Спартак» из Варны. В ноябре 2008 года он был освобождён из команды.
В марте 2009 года появилась информация, что Костенский подписал контракт с российский клубом второго дивизиона «Волга» из Твери, в её составе участвовал в предсезонных товарищеских матчах, однако в итоге трансфер сорвался, поскольку ПФЛ не разрешила «Волге» заявить его.
С 2009 года до конца карьеры играл за болгарские клубы второго, третьего и более низших дивизионов. В сезоне 2012/13 выступал за мальтийский клуб «Шаара Юнайтед», игравший в лиге острова Гоцо.